# Catatemnus kittenbergeri
Espèce
Catatemnus kittenbergeri est une espèce de pseudoscorpions de la famille des Atemnidae.

## Distribution
Cette espèce est endémique de Tanzanie. Elle se rencontre vers Moshi.

## Étymologie
Cette espèce est nommée en l'honneur de Kálmán Kittenberger.

## Publication originale
- Caporiacco, 1947 : Arachnida Africae Orientalis, a dominibus Kittenberger, Kovács et Bornemisza lecta, in Museo Nationali Hungarico servata. Annales historico-naturales musei nationalis hungarici, vol. 40, p. 97-257.